# جامعه‌شناسی ریاضی

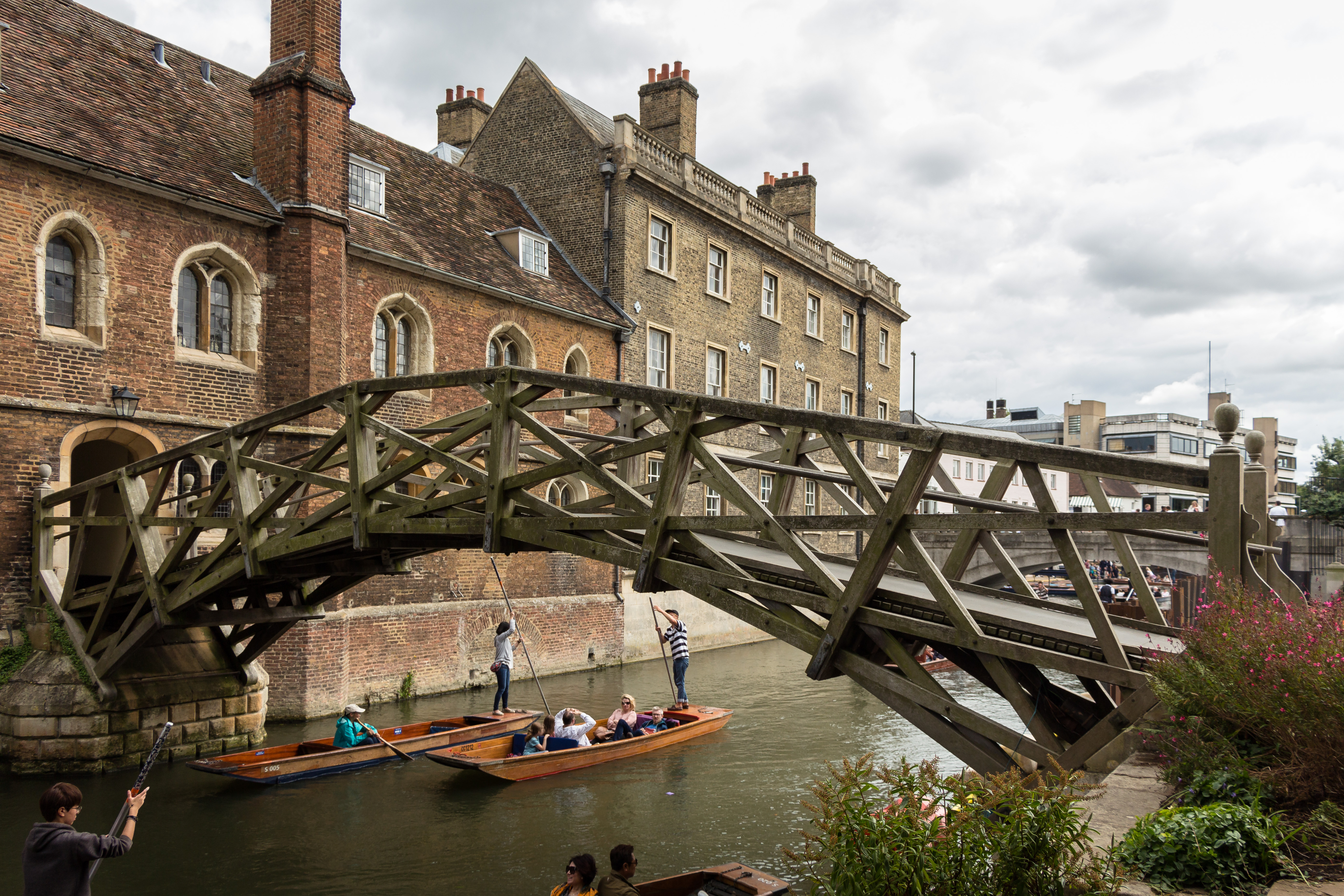
پل ریاضی یا به‌طور رسمی پل چوبی، یک پل قوسی در کمبریج، بریتانیا است. چیدمان الوارها مجموعه ای از مماس است که قوس پل را توصیف می‌کند، با اعضای شعاعی برای گره زدن مماس‌ها به هم و مثلث ساختار، آن را سفت و خود نگهدار می‌کند.

جامعه‌شناسی ریاضی (به انگلیسی: Mathematical sociology) یا جامعه‌شناسی ریاضیات زمینه پژوهش‌های بین رشته‌ای است که هم به استفاده از ریاضیات در پژوهش‌های جامعه‌شناختی مربوط می‌شود
و هم به پژوهش در مورد روابطی مربوط می‌شود که بین ریاضیات با جامعه وجود دارد.
به همین دلیل جامعه‌شناسی ریاضی بسته به نویسندگان و نوع پژوهشی که انجام می‌شود، می‌تواند معنای متنوعی داشته باشد. این امر باعث ایجاد این مناقشه می‌شود که آیا جامعه‌شناسی ریاضی مشتق از جامعه‌شناسی است یا رشته مستقلی است. این نوعی پیشرفت دانشگاهی پویا و مداومی است که گاهی جامعه‌شناسی ریاضی را مبهم و فاقد یکنواختی می‌سازد و مناطق خاکستری را نشان می‌دهد که به پژوهش‌های بیشتری برای توسعه وظایف آکادمیک آن نیاز دارد.

## تاریخچه
از اوایل دهه ۱۹۴۰، نیکلاس راشوسکی، و متعاقباً در اواخر دهه ۱۹۴۰، آناتول راپوپورت و دیگران، یک رابطه همگن و یک رویکرد احتمالی برای توصیف شبکه اجتماعی کلان ایجاد کرد که در آن گره‌ها افراد و پیوندها آشنایی هستند. در اواخر دهه ۱۹۴۰، فرمول‌هایی استخراج شد که پارامترهای محلی مانند بسته شدن مخاطبین را به هم متصل می‌کرد - اگر A با هر دو B و C مرتبط باشد، احتمال ارتباط B و C با یکدیگر بالاست - به ویژگی شبکه جهانی اتصال.
علاوه بر این، آشنایی پیوند مثبت است ولی روابط منفی مانند دشمنی بین افراد چطور؟ برای مقابله با این مساله، نظریه گراف که مطالعه ریاضی نمایش‌های انتزاعی شبکه‌های نقاط و خطوط است، می‌توان این دو نوع پیوند را در نظر گرفت و در نتیجه مدل‌هایی طراحی کرد که روابط احساسات هم مثبت و هم منفی را نشان می‌دهد که به صورت گراف امضا شده نمایش داده می‌شوند. اگر حاصل ضرب علایم همه روابط در هر چرخه (پیوندها در هر چرخه نمودار) مثبت باشد، گراف علامت‌دار نظریه تعادل نامیده می‌شود. از طریق رسمی‌سازی توسط ریاضیدان فرانک هراری، این کار قضیه اساسی این نظریه را تولید کرد که می‌گوید اگر شبکه‌ای از پیوندهای مثبت و منفی مرتبط به هم متوازن باشد، به عنوان مثال همان‌طور که با اصل روان‌شناختی که دشمن دوست من، دشمن من است نشان داده شده‌است، پس از آن از دو زیرشبکه تشکیل شده‌است به طوری که هر کدام پیوندهای مثبتی در بین گره‌های خود دارند و تنها پیوندهای منفی بین گره‌ها در زیرشبکه‌های مجزا وجود دارد. تصویر در این جا مربوط به یک نظام اجتماعی است که به دو کلیک تقسیم می‌شود. با این حال، یک مورد خاص وجود دارد که یکی از دو زیرشبکه خالی است، که ممکن است در شبکه‌های بسیار کوچک رخ دهد.
در مدلی دیگر، پیوندها نقاط قوت نسبی دارند. آشنایی را می‌توان به عنوان یک پیوند ضعیف و دوستی به عنوان یک پیوند قوی نشان داده می‌شود. مانند پسرعموی یکنواخت آن که در بالا مورد بحث قرار گرفت، مفهومی از بسته شدن وجود دارد که به آن بسته شدن سه‌گانه قوی می‌گویند. یک نمودار بسته شدن سه‌گانه قوی را برآورده می‌کند اگر A بشدت به B و B بشدت به C متصل است، A و C باید یک تساوی (ضعیف یا قوی) داشته باشند.
در این دو پیشرفت، ما مدل‌های ریاضی مرتبط با تحلیل ساختار را داریم. دیگر تحولات تأثیرگذار اولیه در جامعه‌شناسی ریاضی به فرایند مربوط می‌شود. به عنوان مثال، در سال ۱۹۵۲ هربرت الکساندر سایمون یک رسمی‌سازی ریاضی از یک نظریه منتشر شده ارائه کرد. از گروه‌های اجتماعی با ساختن مدلی متشکل از یک نظام قطعی معادلات دیفرانسیل. مطالعه رسمی سیستم منجر به قضایایی در مورد پویایی و تعادل ترمودینامیکی ضمنی هر گروه شد.
پیدایش مدل‌های ریاضی در علوم اجتماعی بخشی از نگرش در دهه‌های ۱۹۴۰ و ۱۹۵۰ بود که در آن انواع نوآوری‌های علمی میان رشته‌ای جدید مانند نظریه اطلاعات، نظریه بازی، سایبرنتیک و مدل‌سازی ریاضی در علوم اجتماعی و رفتاری رخ داده‌است.

## رویکردها

### ریاضیات در جامعه‌شناسی
با تمرکز بر ریاضی در پژوهش‌های جامعه‌شناختی، جامعه‌شناسی ریاضی از ریاضی برای ساخت نظریه‌های اجتماعی استفاده می‌کند. هدف جامعه‌شناسی ریاضی اخذ نظریه جامعه‌شناختی و بیان آن در قالب‌های ریاضی است. مزایای این رویکرد شامل افزایش وضوح و توانایی استفاده از ریاضیات برای استخراج مفاهیم یک نظریه است که نمی‌توان به‌طور شهودی به آن رسید. در جامعه‌شناسی ریاضی، سبک ترجیحی در عبارت «ساخت یک مدل ریاضی» گنجانده شده‌است. این به معنای ایجاد فرضیه‌های مشخص در مورد برخی پدیده‌های اجتماعی، بیان آنها در ریاضیات رسمی و ارائه تفسیری تجربی برای ایده‌ها است. همچنین به معنای استنباط ویژگی‌های مدل و مقایسه آنها با داده‌های تجربی مربوطه است. تحلیل شبکه‌های اجتماعی شناخته‌شده‌ترین کمک این زیرشاخه به جامعه‌شناسی به‌عنوان یک کل و در کل جامعه علمی است. مدل‌هایی که معمولاً در جامعه‌شناسی ریاضی مورد استفاده قرار می‌گیرند به جامعه‌شناسان اجازه می‌دهند تا درک کنند که تعاملات محلی تا چه حد قابل پیش‌بینی هستند و اغلب می‌توانند الگوهای جهانی ساختار اجتماعی را استخراج کنند.

### جامعه و ریاضیات
جامعه‌شناسی ریاضی یا جامعه‌شناسی ریاضیات به درک رابطه جامعه با دانش ریاضی علاقمند است و حوزه‌ای مکمل از رشته‌هایی مانند جامعه‌شناسی معرفت و جامعه‌شناسی علم را تشکیل می‌دهد که سعی می‌کند ریشه‌های اجتماعی ریاضی و همچنین تأثیر ریاضیات بر جامعه را درک کند. بازتابندگی توسعه و کاربرد ریاضیات در جامعه‌شناسی تلاش می‌کند تا درک نماید چگونه پیامدهای سوگیری ناشی از حقایق ریاضی مربوط به ساختارهای اجتماعی بر درک پدیده‌های اجتماعی تأثیر می‌گذارد.

## برنامه‌های پژوهشی
بسیاری از تحولات در جامعه‌شناسی ریاضی، از جمله نظریه رسمی، پیشرفت‌های چشمگیری در دهه‌های متمادی را به نمایش گذاشته‌اند که با مشارکت جامعه‌شناسان برجسته ریاضی و نظریه‌پردازان رسمی آغاز شد. این روش دیگری برای توجه به مشارکت‌های اخیر ارائه می‌دهد ولی با تأکید بر تداوم کار اولیه از طریق استفاده از ایده «برنامه پژوهشی»، که مجموعه‌ای منسجم از مطالعات نظری و تجربی بر اساس برخی اصول یا رویکردهای بنیادی است. بیش از چند مورد از این برنامه‌ها وجود دارد و آنچه در ادامه می‌آید چیزی بیش از یک شرح کوتاه کپسولی از نمونه‌های برجسته این ایده نیست که در آن بر رهبری مبدأ هر برنامه و توسعه بیشتر آن در طول دهه‌ها تأکید شده‌است.
کلمن این ایده را در کتاب مقدمه ای بر جامعه‌شناسی ریاضی در سال ۱۹۶۴ ترسیم کرد که نشان می‌دهد چگونه فرآیندهای تصادفی در شبکه‌های اجتماعی را می‌توان به گونه‌ای تجزیه و تحلیل کرد که آزمایش مدل ساخته شده را با مقایسه با داده‌های مربوطه امکان‌پذیر کند. همین ایده می‌تواند و می‌تواند برای فرآیندهای تغییر در روابط اجتماعی، یک موضوع پژوهشی فعال در مطالعه شبکه‌های اجتماعی اعمال شود که توسط یک مطالعه تجربی در مجله علوم نشان داده شده‌است.

## توسعه‌های بیشتر
در سال ۱۹۵۴، یک تحلیل انتقادی توصیفی از مدل‌های رفتار اجتماعی راشفسکی توسط جامعه‌شناس جیمز ساموئل کلمن نوشته شد. مدل‌های راشفسکی و همچنین مدل ساخته شده توسط سایمون این پرسش را مطرح می‌کند: چگونه می‌توان چنین مدل‌های نظری را به داده‌های جامعه‌شناسی متصل کرد، که اغلب به شکل نظرسنجی‌هایی هستند که در آنها نتایج به شکل نسبت‌هایی از افراد بیان می‌شوند که به چیزی باور دارند یا انجام می‌دهند. این نشان می‌دهد معادلات را از مفروضات مربوط به شانس تغییر حالت یک فرد در یک بازه زمانی کوچک بدست آوریم، رویه‌ای که در ریاضیات فرایندهای تصادفی به خوبی شناخته شده‌است.

## جوایز در جامعه‌شناسی ریاضی
بخش جامعه‌شناسی ریاضی انجمن جامعه‌شناسی آمریکا در سال ۲۰۰۲ جوایزی را برای مشارکت در این زمینه، از جمله «جایزه موفقیت شغلی برجسته جیمز ساموئل کلمن» آغاز کرد) با توجه به هر سال، برندگان جوایز شامل برخی از کسانی هستند که از نظر برنامه‌های پژوهشی طولانی مدت آنها فهرست شده‌اند:
- ۲۰۲۰: نوح فریدکین، دانشگاه کالیفرنیا، سانتا باربارا
- ۲۰۱۸: رونالد بریگر، دانشگاه آریزونا
- ۲۰۱۷: لین اسمیت-لوین، دانشگاه دوک
- ۲۰۱۴: فیلیپ بوناچیچ، دانشگاه کالیفرنیا، لس آنجلس
- ۲۰۱۲: جان اسکورتز، دانشگاه جنوب فلوریدا
- ۲۰۱۰: دیوید آر. هایسه، دانشگاه ایندیانا
- ۲۰۰۸: اسکات بورمن، دانشگاه ییل
- ۲۰۰۶: لینتون فریمن، دانشگاه کالیفرنیا، ارواین
- ۲۰۰۴: توماس فارارو، دانشگاه پیتسبورگ
- ۲۰۰۲: هاریسون وایت، دانشگاه کلمبیا

سایر دسته‌های جوایز این بخش و دریافت کنندگان آنها در ASA فهرست شده‌اند. بخش جامعه‌شناسی ریاضی